# Ectoedemia albifasciella
Ectoedemia albifasciella là một loài bướm đêm thuộc họ Nepticulidae. Nó được tìm thấy ở khắp châu Âu ngoại trừ Mediterranean Islands. In the phía đông it ranges to the Volga và Ural regions of Nga.

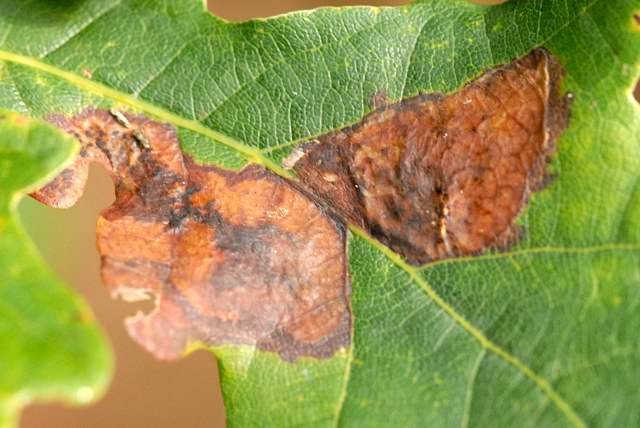
Ectoedemia albifasciella mine

Sải cánh dài 5–6 mm. Con trưởng thành bay vào tháng 6.
Ấu trùng ăn Quercus petraea, Quercus pubescens, Quercus pyrenaica, Quercus robur, Quercus rubra và occasionally also on Castanea sativa. Chúng ăn lá nơi chúng làm tổ. 